# Magnús Magnússon
Magnús Magnússon (ur. 12 października 1929 w Reykjavíku, zm. 7 stycznia 2007 w Blairskaith, East Dunbartonshire) – brytyjski prezenter telewizyjny związany ze stacją BBC, dziennikarz, tłumacz i pisarz. 

## Życiorys
Urodził się w Reykjavíku, ale dorastał w Edynburgu, gdzie jego ojciec, Sigursteinn Magnusson, był konsulem Islandii, a matka, Ingibjorg Sigurdardottir, nauczycielką. Rodzice posłali go do Edinburgh Academy. Po latach napisał historię szkoły w The Clacken and the Slate (1974). Następnie kształcił się w Jesus College w Oksfordzie. W 1954 poślubił dziennikarkę Mamie Baird.
W latach 1953–1961 pracował jako reporter i asystent redaktora w Daily Express, następnie do 1968 jako asystent redaktora w The Scotsman. Od 1964 r. przez rok pracował dla BBC jako prezenter Tonight. Był też prezenterem Chronicle od 1966 do 1980, a w latach 1972–1997 prowadził quiz Mastermind. 
Mimo że nigdy nie przyjął brytyjskiego obywatelstwa, to przez większość życia mieszkał w Szkocji. Był rektorem Uniwersytetu Edynburskiego (1975–1978), przewodniczącym Scottish Churches Architectural Heritage Trust (1978–1985), Scottish Youth Theatre (1976–1978), Ancient Monuments Board for Scotland (1981–1989), Scottish Natural Heritage (1991–1999), kanclerzem Glasgow Caledonian University (2002–2007).
Magnús Magnússon był także płodnym pisarzem i tłumaczem. Przetłumaczył na język angielski między innymi islandzkie sagi (we współpracy z Hermannem Pálsson) oraz nowele laureata Nagrody Nobla Halldóra Laxness. Był redaktorem piątej edycji Chambers Biographical Dictionary.
Laureat tytułu doktora honoris causa Uniwersytetu Edynburskiego, Uniwersytetu w Yorku, University of the West of Scotland w Paisley, uniwersytetu w Strathclyde i Napier. W 1989 roku królowa Elżbieta II odznaczyła go Orderem Imperium Brytyjskiego w stopniu rycerza. 
Miał pięcioro dzieci. Córki Sally, Margaret i Anna oraz syn Jon pracują w telewizji. Syn Siggy zginął w wieku 11 lat w 1973 r.
W październiku 2006 Magnússon podał do publicznej wiadomości iż zmaga się z rakiem trzustki.

## Tłumaczenia
- Njál's Saga (1960)
- Eirik's Saga (1963)
- The Vinland Sagas (1965)
- Snorri Sturluson King Harald's Saga (1966)
- Laxdaela Saga (1969)
- Halldór Kiljan Laxness World light

## Dzieła
- Golden Iceland (Almenna, 1970)
- The Clacken and the Slate (1974)
- Landlord or tenant?: a view of Irish history (Bodley Head, 1978)
- Archaeology of the Bible (Simon and Schuster, 1978)
- Treasures of Scotland (1981)
- I've Started so I'll Finish (1997)
- Scotland: The Story of a Nation (2000)
- Fakers, Forgers & Phoneys